# Bataillon de chars des troupes coloniales
Pour les articles homonymes, voir BCTC.
Le bataillon de chars des troupes coloniales (BCTC) est une unité de l'Armée française pendant la Seconde Guerre mondiale.

## Historique
Le BCTC est créé le 2 septembre 1939 au centre de mobilisation des troupes coloniales de Fréjus et au 504e régiment de chars de combat dissout. Formé de trois compagnies, le bataillon regroupe 63 chars Renault FT. Il dispose aussi d'une section de transport, qui compte cinq porte-char Autocar (saisis aux républicains espagnols) et dix-sept porte-char Renault MR plus lents. Le BCTC est rattaché au groupe de bataillon de chars no 514, avec le 12e BCC.
Il est rattaché à l'Armée des Alpes en mai 1940. À la suite de l'attaque italienne des Alpes le 10 juin 1940, il est déployé dans les Alpes-Maritimes en seconde ligne. La réussite de la défense des troupes alpines fait que le bataillon ne voit pas le combat. Après l'Armistice, le bataillon repart à Fréjus où il est dissous le 21 juillet.

## Insigne
L'insigne du bataillon, sorti en 1939 par la maison Drago, est une ancre chargée d'un char H35 ou R35 vu de face.